# 沃斯特里亚科沃公墓
沃斯特里亚科沃公墓（俄语：Востряковское кладбище）是莫斯科西南部的一处公墓。

## 简介
公墓成立于1932年，名字来源于地名沃斯特里亚科沃。1960年得到扩建。墓园内有一个很大的犹太人墓地，也有一处纪念墓地，埋葬了1132名苏德战争牺牲者。

## 图集

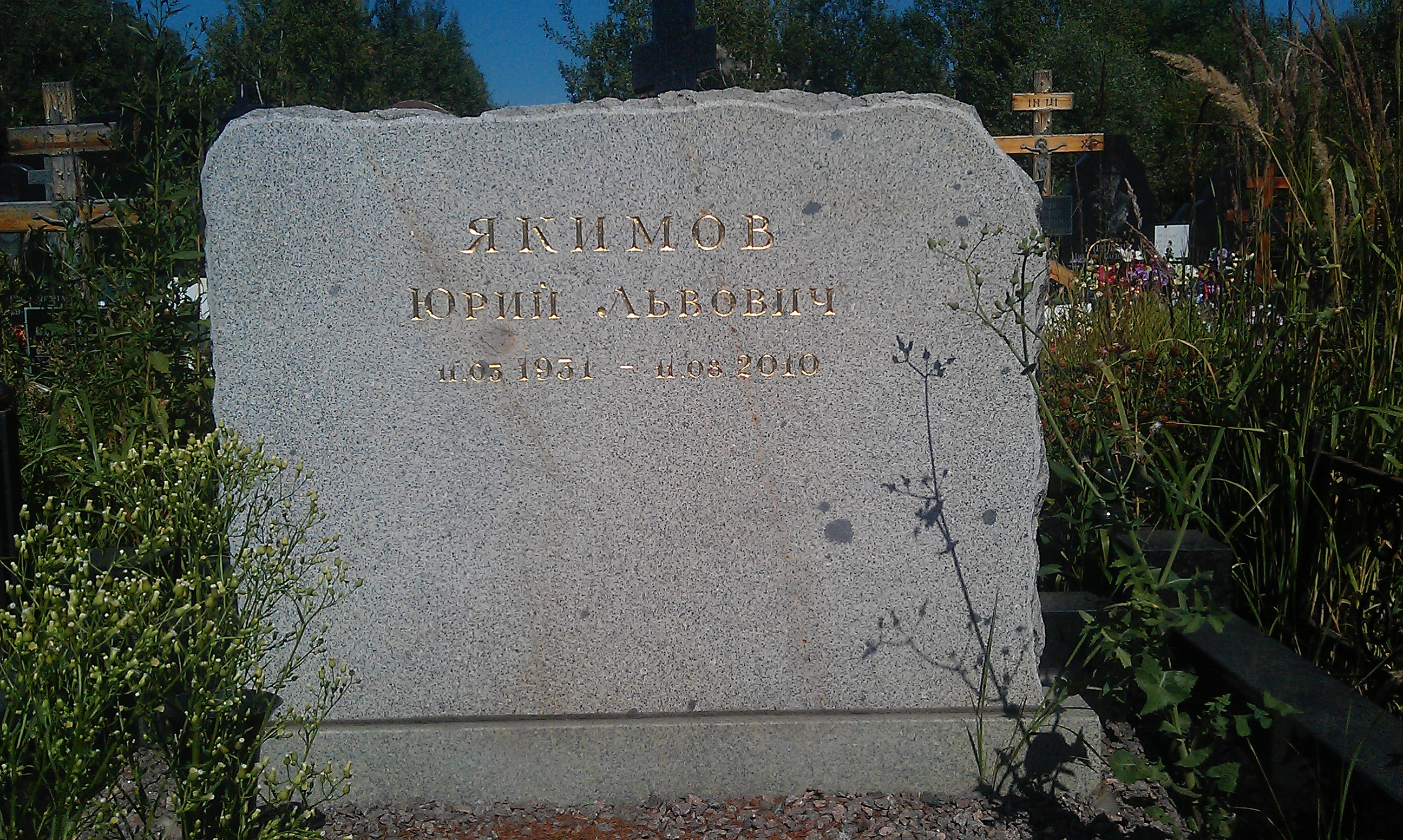
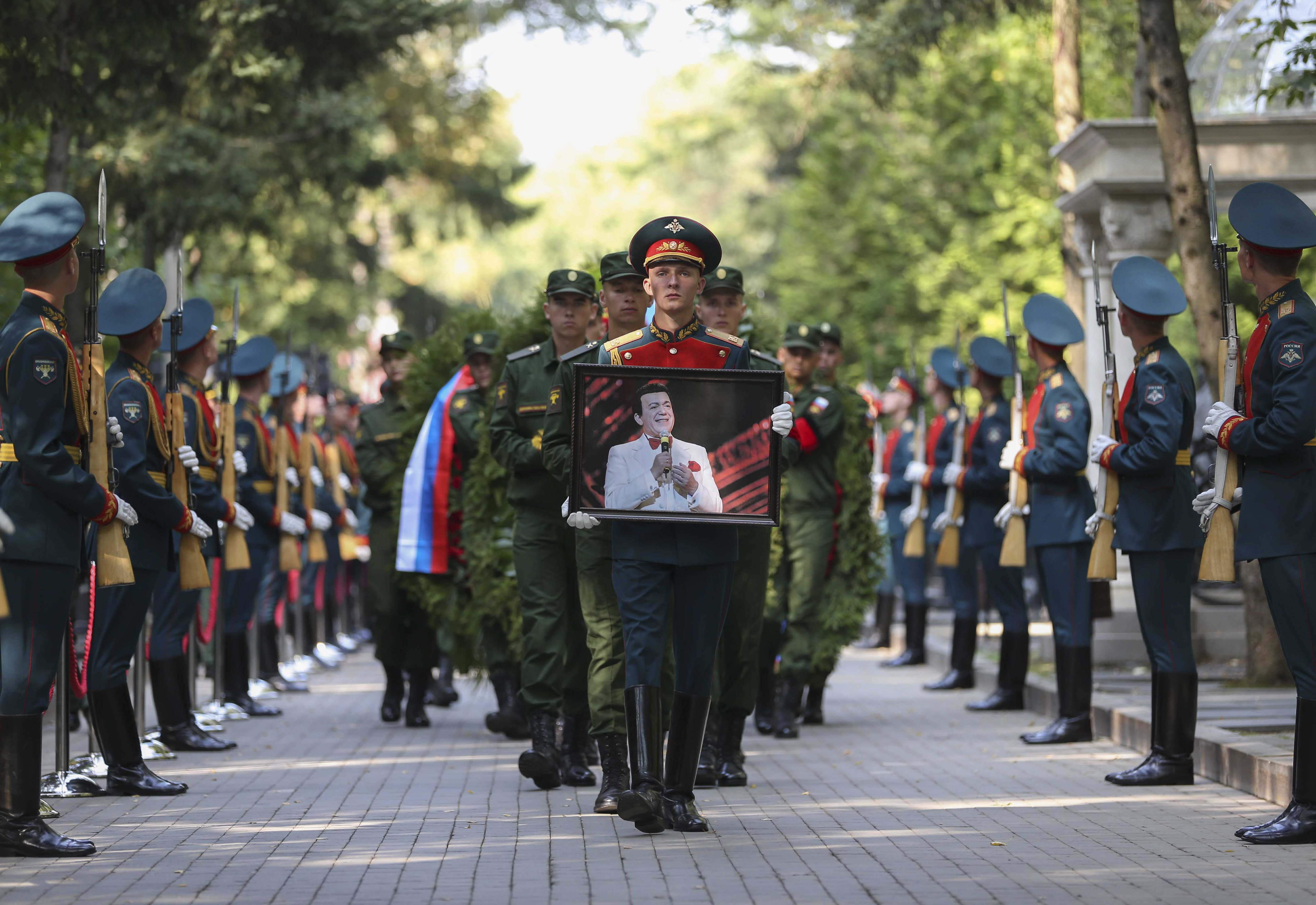
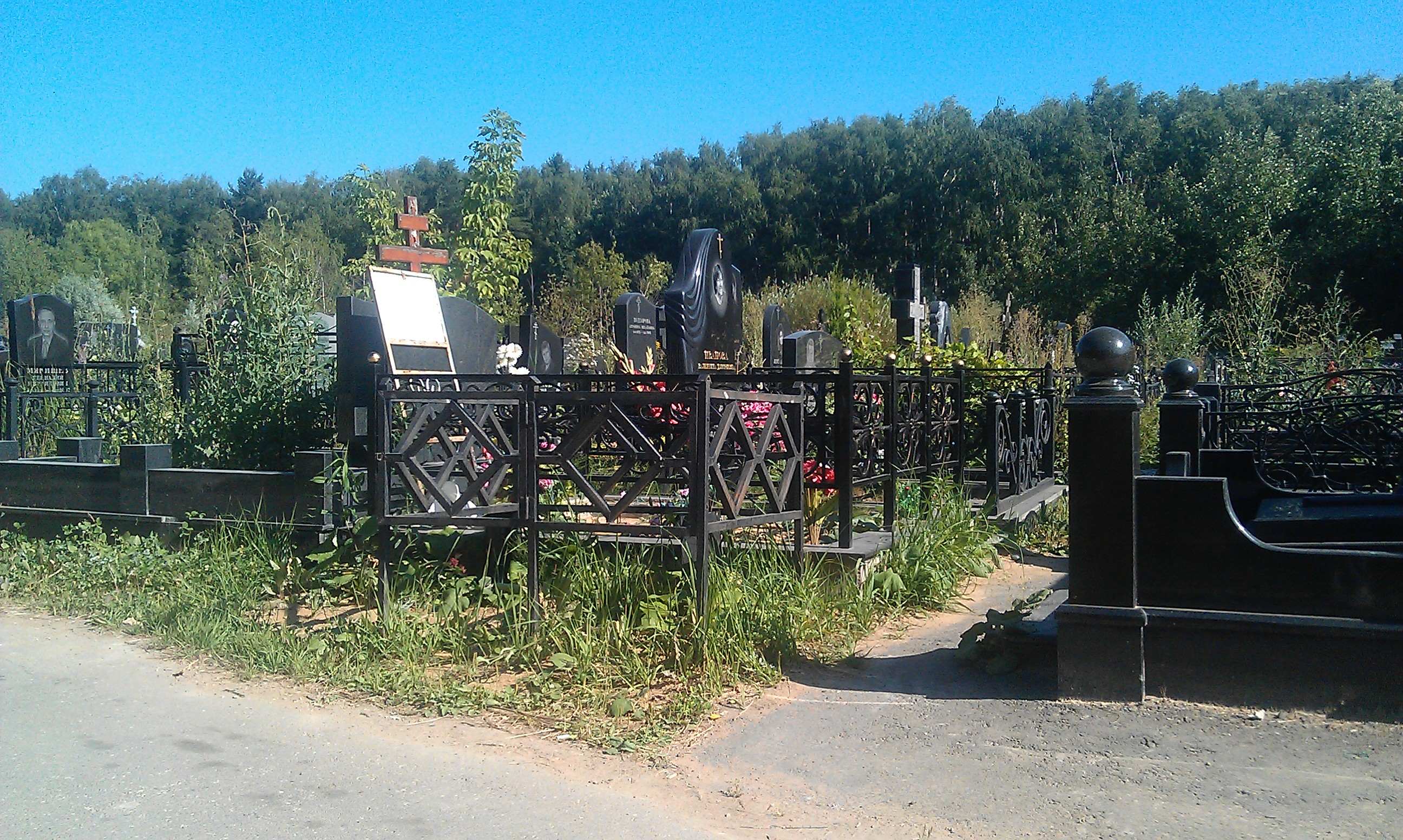
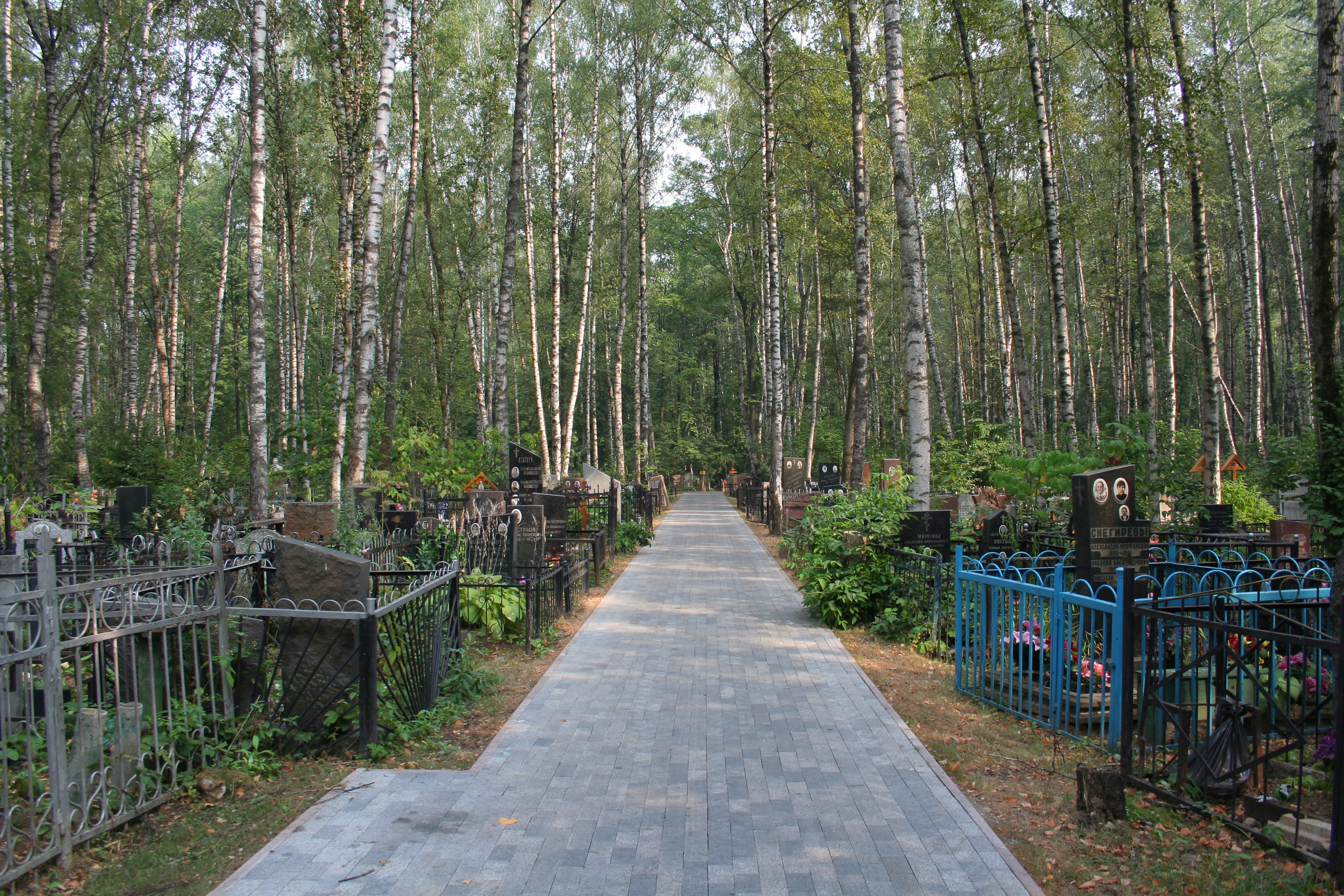
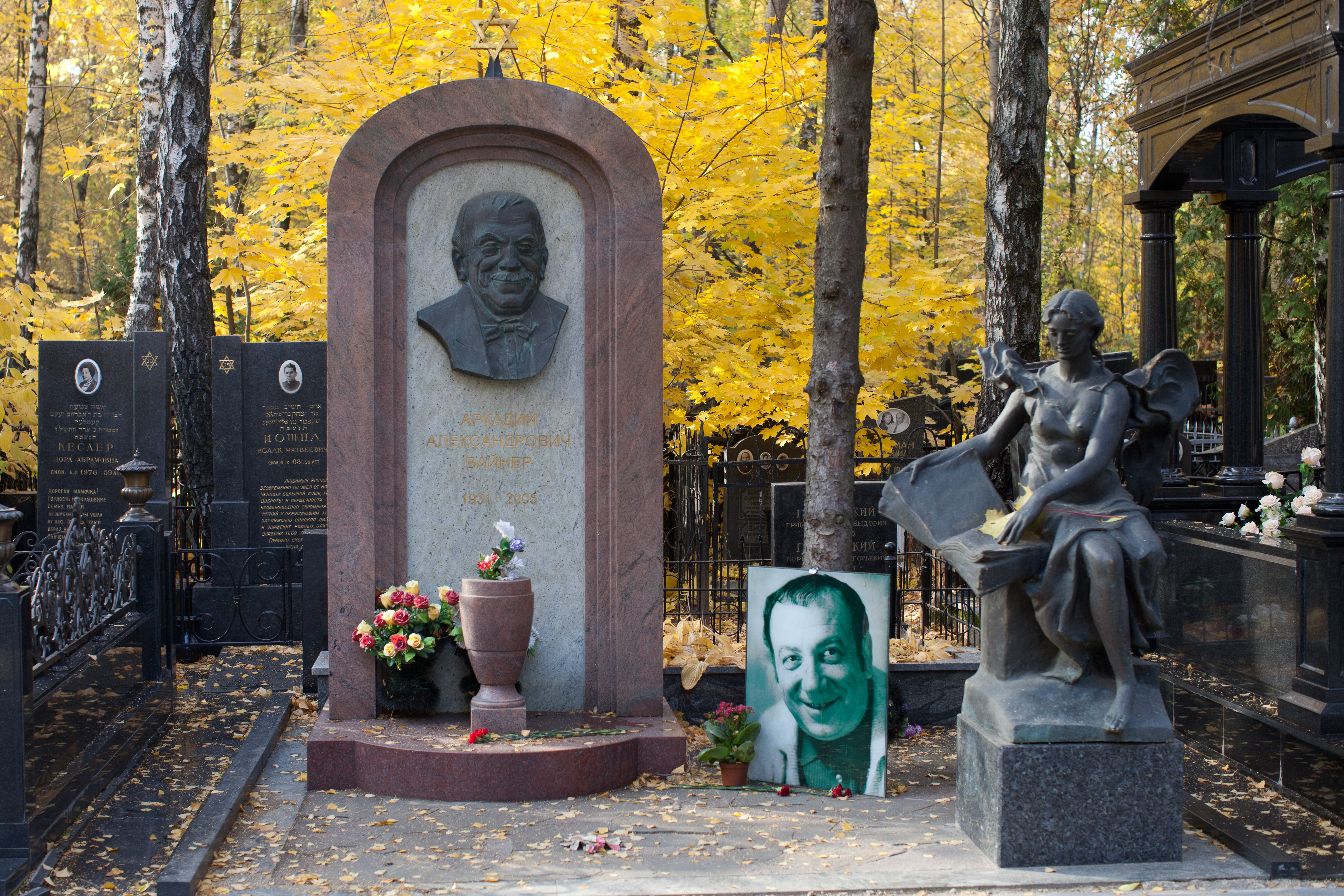

## 安葬者
- 瑙姆·什塔克曼（钢琴家）
- 安德烈·德米特里耶维奇·萨哈罗夫